# Gabriola Sands Provincial Park
Der Gabriola Sands Provincial Park ist ein nur rund 6 Hektar (ha) großer Provincial Park auf Gabriola Island in der kanadischen Provinz British Columbia. Der Park gehört zu der Gruppe von nur rund 5 % der Provincial Parks in British Columbia, die eine Fläche von 10 ha oder weniger haben.
In der Umgebung des Parks finden sich weitere Parks. Ebenfalls auf Gabriola Island der Drumbeg Provincial Park sowie der Saysutshun (Newcastle Island Marine) Provincial Park auf der benachbarten Insel Newcastle Island.

## Anlage
Der Park liegt am nordwestlichen Ufer von Gabriola Island im Regional District of Nanaimo. Die Insel ist durch eine Fähre der BC Ferries mit Nanaimo auf Vancouver Island verbunden. Der Park liegt an der Basis (welche dabei einen Isthmus bildet) einer kleinen Halbinsel und grenzt an die Taylor Bay im Westen und die Pilot Bay im Osten. Der Park trennt dabei die Spitze der Halbinsel vom Rest der Insel und wird selber durch eine öffentliche Straße in zwei Teile geschnitten. Aktuell umfasst das Schutzgebiet nicht nur die Landfläche (etwa 2 ha), sondern auch dem jeweiligen Bereichen vorgelagerte Wasserflächen (etwa 4 ha).
Bei dem Park, der am 28. Juni 1960 eingerichtet wurde, handelt es sich um ein Schutzgebiet der Kategorie III (Naturdenkmal). Der Park entstand durch Umwandlung eines privaten Erholungsgebietes. Im Laufe der Zeit wurden die Grenzen des Parks mehrfach verändert.

## Tourismus
Der Park verfügt, neben einem kleinen Picknickbereich, über keinerlei touristische Infrastruktur. Besondere touristische Attraktion des Parks sind die „Malaspina Galleries“. Der Uferbereich aus Kalkstein wurde durch das Meer zu einem Überhang ausgespült und in diesen Überhängen verewigten sich Jugendliche, wodurch der Name „Malaspina Galleries“ entstand. Obwohl diese Malereien zwischenzeitlich von der Parkverwaltung entfernt wurden, hat sich der Name gehalten.